# Jan Veselý (basketbalista)
Jan Veselý (* 24. dubna 1990, Ostrava, Československo) je český profesionální basketbalista. Je 213 cm vysoký a váží 110 kg. Nastupuje na pozici PF v týmu FC Barcelona. Jeho specialitou jsou tvrdé závěsy na koš.

## Kariéra
Hrát basketbal začal v mládežnických klubech Příbor a BK Snakes Ostrava. V roce 2007 přestoupil do slovinského klubu Geoplin Slovan. V roce 2008 byl vyměněn do srbského Partizanu Bělehrad. Zde se stal oporou týmu a oblíbencem srbských fanoušků. Veselý se v roce 2010 stal nejlepším mladým hráčem do 22 let v celé Evropě. V roce 2011 byl draftován do NBA jako celkově šestý týmem Washington Wizards. 20. února 2014 byl vyměněn do týmu Denver Nuggets, který jej získal výměnou za zkušeného rozehrávače Andrého Millera. V létě 2014 opustil NBA a od sezóny 2014-2015 do 2021-2022 nastupoval za tým Fenerbahce Ulker Istanbul.

## Statistiky
V sezóně 2011–2012 hrál v 57 zápasech, jeho statistiky činily v průměru 4,68 bodu a 4,37 doskoku na utkání.
V sezóně 2012–2013 nastoupil do 51 zápasů, jeho statistiky činily v průměru 2,47 bodu a 2,39 doskoku na utkání.
V sezóně 2013–2014 hrál v 33 z 54 možných zápasů Washingtonu, jeho statistiky činily v průměru 3,15 bodu a 3,42 doskoku na utkání.